# Cantón de Saint-Laurent-sur-Gorre
El cantón de Saint-Laurent-sur-Gorre era una división administrativa francesa, que estaba situada en el departamento de Alto Vienne y la región de Limusín.

## Composición
El cantón estaba formado por seis comunas:
- Cognac-la-Forêt
- Gorre
- Saint-Auvent
- Saint-Cyr
- Sainte-Marie-de-Vaux
- Saint-Laurent-sur-Gorre

## Supresión del cantón de Saint-Laurent-sur-Gorre
En aplicación del Decreto nº 2014-194 de 20 de febrero de 2014, el cantón de Saint-Laurent-sur-Gorre fue suprimido el 22 de marzo de 2015 y sus 6 comunas pasaron a formar parte del nuevo cantón de Rochechouart.